# Observatoire régional de l'air en Midi-Pyrénées
L'Observatoire Régional de l'Air en Midi-Pyrénées (ORAMIP) ou Atmo Midi-Pyrénées ORAMIP est un observatoire agréé par l'État français destiné à surveiller la qualité de l'air dans la région Midi-Pyrénées, avant de fusionner avec Air Languedoc-Roussillon pour former en 2017 Atmo Occintanie.
En 2010, l'ORAMIP possède 35 stations fixes, soit 92 capteurs, pour mesurer la qualité de l'air, et deux stations mobiles.
Le siège de l'ORAMIP se trouve à Colomiers, près de Toulouse. Les résultats des mesures des stations fixes de l'ORAMIP sont disponibles sur son site internet. L'ORAMIP est membre de la fédération Atmo qui regroupe toutes les associations agréées de surveillance de la qualité de l'air en France et en outre-mer.